# Wad (Fluss)
Der Wad (russisch Вад) ist ein linker Nebenfluss der Mokscha in den Föderationskreisen Wolga und Zentralrussland.

## Verlauf
Der Wad entspringt im Rajon Patschelma in der Oblast Pensa.
Der Wad durchfließt die Oblast Pensa, Mordwinien sowie die Oblast Rjasan in überwiegend nördlicher Richtung. Sein Flusslauf verläuft durch eine sumpfige Waldlandschaft.
Am Flusslauf liegt das Verwaltungszentrum Wadinsk.
Der Wad mündet schließlich in der Oblast Rjasan 6 km südlich von Kadom in die Mokscha, 105 km oberhalb deren Mündung in die Oka.
Die wichtigsten Nebenflüsse des Wad sind  Parza und Jawas, beide von rechts.
Der Wad hat eine Länge von 222 km. Er entwässert ein Areal von 6500 km².
Der mittlere Abfluss am Pegel Awdalowo beträgt 7,5 m³/s.
Bei starker Wasserführung kann auf dem Wad Flößerei betrieben werden.